# Písek (Brdská vrchovina)
Písek (též Písky) je výrazná hora v nejvýchodnější části Brd, vysoká 691 m n. m. S prominencí 198 metrů jde o druhou nejprominentnější horu v celé Brdské vrchovině. Na vrcholu je umístěn radar Řízení letového provozu České republiky.
Název Písek/Písky je odvozen od ložisek bílého a červeného křemenného písku, který byl zpracováván někdejší příbramskou sklárnou.

## Poloha
Písek se nachází 10 km západně od Dobříše a 11 km severně od Příbrami, v nejvýchodnějším výběžku Brd.
Podle některých zdrojů jde o nejvyšší horu Hřebenů. Nicméně podle geomorfologického členění Česka patří do Brd i hory východně od průlomového údolí řeky Litavky - tj. kromě Písku také Plešivec nebo Kuchyňka. Hřebeny začínají až za sedlem mezi Pískem a Studeným vrchem (661 m), který je jejich nejvyšší horou.

## Přístup
Na vrchol Písku nevede žádná značená cesta, ale hned několik neznačených. Jednou z možností je přístup z Čenkova po červeně značené hřebenovce, která pokračuje přes Hřebeny až na Zbraslav. Po 1,5 km cesta míjí hájovnu Komorsko a po dalším půlkilometru dojde na rozcestí Komorsko, kde se nachází památník na stejnojmennou středověkou ves a kde se stýkají hned čtyři cesty. Na severo-severozápad pokračuje neznačená silnička, která po necelých 400 metrech míjí mýtinu s loveckou chatou Šimákovna a po dalším 1,5 km dojde na vrchol. Celkem měří cesta z Čenkova na vrchol 4,5 km s převýšením 300 metrů. Další možností je přístup od rozcestí pod Velkou Babou, kde je malé parkoviště. Z něj vede na západ modře značená cesta, ze které po necelém půlkilometru odbočuje doleva nahoru neznačená cesta na vrchol. Celkem 1,5 km a převýšení 115 metrů.

## Historie
Na jihozápadním hřebeni Písku stávala až do 15. století středověká vesnice Komorsko, kterou připomíná dosud stojící hájovna stejného jména. K vesnici se vázal už v té době starý důl. V 19. století byla těžba železné rudy obnovena, těžilo se pro jineckou pec Barbora a po jejím vyhasnutí pro železárny v Komárově. Ložisko dolu Komorsko se nacházelo v nitru hory, asi sto metrů pod vrcholem a vedly do něj vodorovné štoly ze tří stran. Jižní štola ústila na louku, kde stála roubená chalupa naddůlního, po kterém se jmenovala Šimákovna a která koncem 19. století sloužila i jako turistická chata a hostinec. Tato původní Šimákovna zmizela po uzavření dolu Komorsko v roce 1902, nedaleko od její původní polohy však byla v roce 1942 postavena lovecká chata, která název Šimákovna zdědila po své předchůdkyni.
V roce 1891 byla na vrcholu postavena 15 m vysoká dřevěná rozhledna, první rozhledna v celých Brdech. Stavbu iniciovali členové Klubu českých turistů a financoval majitel panství kníže z Hanau. Pojmenována byla na počest hořovické kněžny Eliščina rozhledna. Sloužila deset let do roku 1901, kdy byla rozbořena – podle správy hořovického velkostatku z bezpečnostních důvodů.
Během studené války stály na vrcholu dva radary, sloužící k obraně před vojenským napadením. V roce 1988 byl zprovozněn radar řízení letového provozu, který je od roku 2004 zakryt zdaleka viditelnou modrou kopulí. Radar a přilehlé budovy jsou oplocené a nepřístupné, ale samotný vrchol přístupný je.

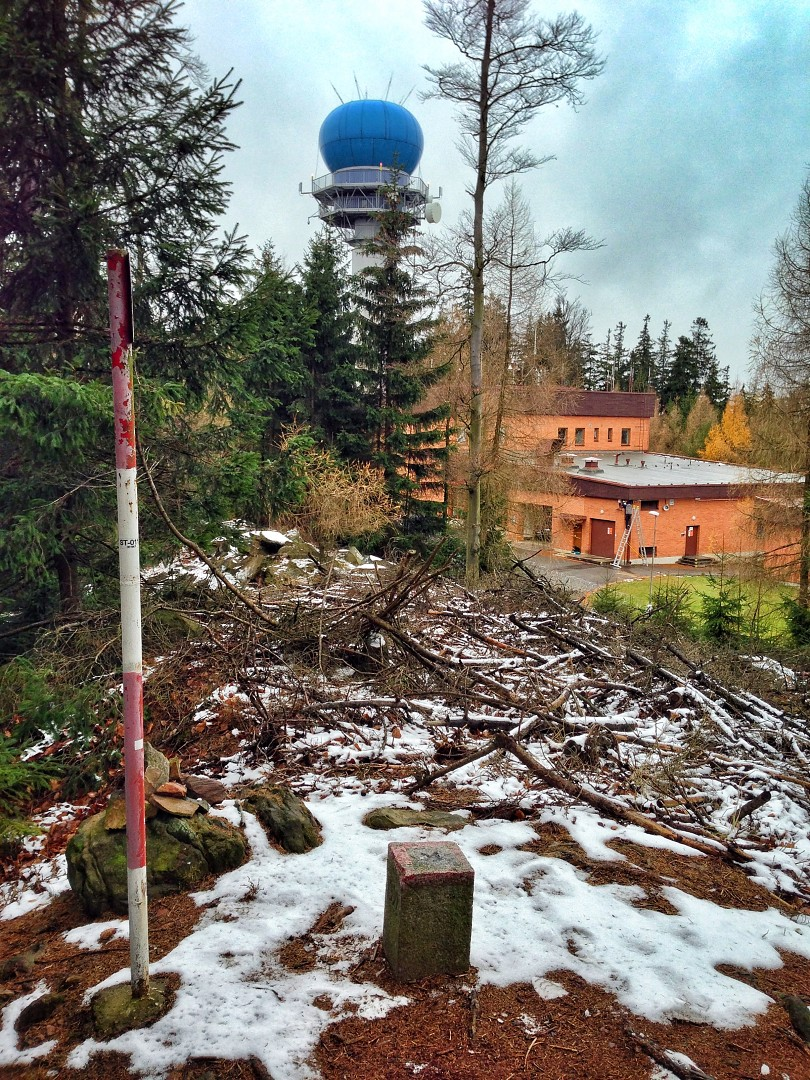
Vrchol Písku a radar